# Michio Yuzawa
Michio Yuzawa (湯沢三千男, Yuzawa Michio) (20 mai 1888 - 21 février 1963) est un bureaucrate et ministre japonais.

## Biographie
Fils d'un prêtre shinto kannushi, Yuzawa est né à Kamitsuga dans la préfecture de Tochigi. Il sort diplômé en 1912 de l'université impériale de Tokyo et entre au ministère de l'Intérieur. Il sert au bureau de la santé publique et supervise la création des jeux du sanctuaire Meiji qui se tiennent chaque année de 1924 à 1943. En 1929, il est nommé gouverneur de la préfecture de Miyagi. En 1931, il devient directeur du bureau des travaux publics et gouverneur de la préfecture de Hiroshima. En 1935, il est nommé gouvernement de la préfecture de Hyōgo. En 1936, Yuzawa est nommé vice-ministre de l'Intérieur. En 1938, pendant le cabinet de Kōki Hirota, il est envoyé en Chine pour aider à l'établissement du gouvernement provisoire de la république de Chine. Alors qu'il travaille en collaboration avec l'armée régionale japonaise de Chine du Nord, il se rapproche de son chef d'État-major, le général Akira Mutō. En 1940, il est nommé président de la Dai-Nippon Sangyō Jōhōkokukai, une organisation parapluie englobant tous les anciens syndicats, qui sont maintenant sous le contrôle du gouvernement.
Le 7 février 1942, Yuzawa est nommé ministre de l'Intérieur dans le cabinet d'Hideki Tōjō. Celui-ci a initialement insisté pour assumer ce poste en plus de celui de Premier ministre dans les premiers mois de la Seconde Guerre mondiale, craignant que le pouvoir sécuritaire du ministère de l'Intérieur puisse constituer une menace à son gouvernement si la situation de la guerre devait se détériorer. En tant que ministre de l'Intérieur, Yuzawa organise le soutien du gouvernement à l'association de soutien à l'autorité impériale qui remporte une victoire écrasante aux élections législatives japonaises de 1942 mais doit faire face à la radicalisation croissante de la faction paramilitaire de la jeunesse du parti, la Yokusan Sonendan (en). Il supervise également la création de la métropole de Tokyo, fruit de la fusion de la ville de Tokyo et de la préfecture de Tokyo en 1942.
D'avril 1943 jusqu'à la fin de la guerre, Yuzawa siège à la chambre des pairs du Japon. Après la capitulation du Japon, il est (comme tous les autres membres du gouvernement durant la guerre) purgé sur l'ordre des autorités d'occupation américaine. Il sert ensuite comme président d'honneur au conseil central médical de l'assurance sociale. En 1959, il est élu conseiller du Japon dans la circonscription électorale de Tochigi, au nom du Parti libéral-démocrate, et sert pour un unique mandat. Il meurt en 1963.